# 伊陵尸逐就単于
伊陵尸逐就単于（いりょうしちくしゅうぜんう、拼音：Yīlíngshīzhújiùchányú, ? - 172年）は、中国後漢時代の南匈奴の単于。伊陵尸逐就単于というのは称号であり、姓は虚連題氏、名は居車児（きょしゃじ）という。

## 生涯
建和元年（147年）、呼蘭若尸逐就単于が薨去し、居車児が伊陵尸逐就単于として即位。
永寿元年（155年）、南匈奴の左薁鞬台耆・且渠伯徳らはふたたび叛き、美稷を侵入略奪したが、安定属国都尉の張奐によって撃破され降伏した。
延熹9年（166年）、張奐が大司農となり中央に配属され、辺境から張奐が去ったことを知った鮮卑は、南匈奴・烏桓と連合し縁辺九郡を侵した。朝廷はこれを憂い、ふたたび張奐を護匈奴中郎将とし、これらを討たせた。南匈奴・烏桓は張奐が復職したことを知るとすぐに降伏し、鮮卑は塞を出て去っていった。
張奐は単于が国内を統率する能力に欠けているとし、単于を抑留し、左谷蠡王を立てたいと上奏したが却下された。
熹平元年（172年）、南匈奴を統治すること25年で薨去、子の屠特若尸逐就単于が立った。

## 参考資料
- 『後漢書』（皇甫張段列伝、南匈奴列伝）